# Isnebol (Turquie)
Pour les articles homonymes, voir Isnebol.
Isnebol est une ancienne ville, aujourd'hui abandonnée, du sud de la péninsule turque, dans le district d'Ermenek, province de Karaman.
Dans l'Antiquité, la cité de R(o)us(o)umblada était l'une des principales villes de l'Isaurie. Après l'accession de Zénon à la tête de l'Empire romain d'Orient, elle fut renommée Zenono(n)polis (Ζηνωνόπολις, "city of Zeno), souvent dénommée Zenopolis (grec ancien : Ζηνούπολις)  dans les documents religieux) en l'honneur de l'empereur qui y était né.
La ville fut, également, le siège d'un évêché chrétien, d'abord rattaché au patriarcat d'Antioche puis, à partir d'environ 732, au patriarcat de Constantinople.
Sous l'Empire ottoman, la ville prit le nom de Isnebol qui lui est resté. Elle était administrée dans le caza d’Ermenck et le vilayet d’Adana.
Le site ne doit pas être confondu avec une localité du même nom située en Lycie.